# ميناء سانتوس

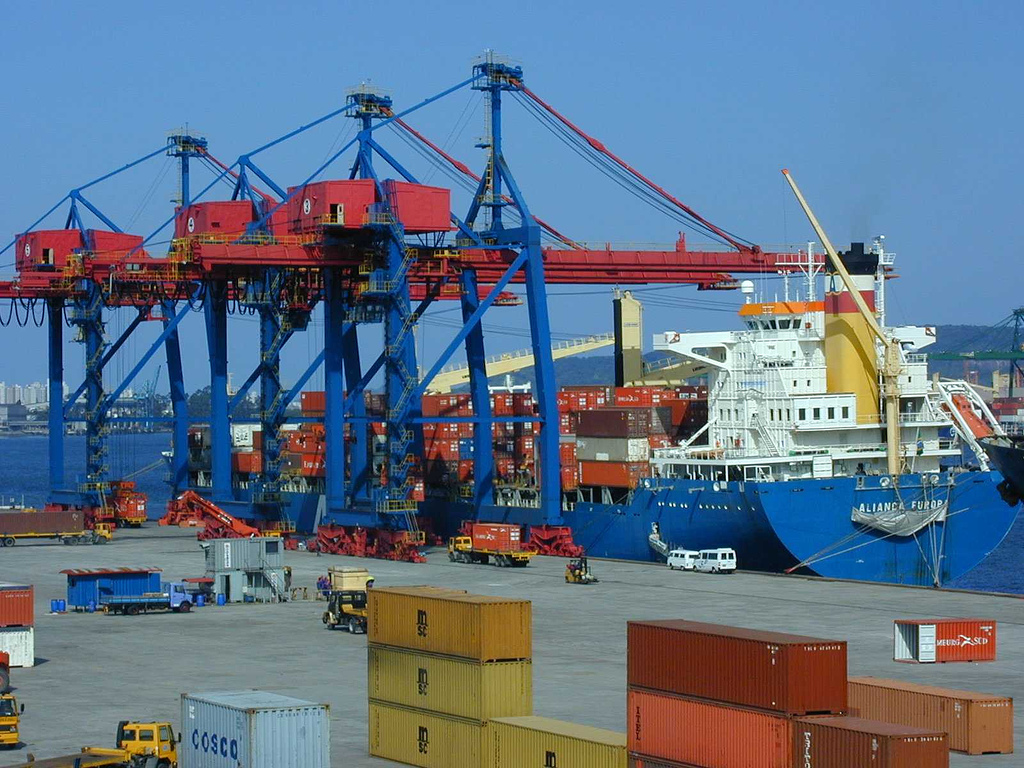
أكـبـر ميناء في جنوب أمريكا

ميناء سانتوس - بالبرتغالية (Porto de Santos).
يقع الميناء في مدينية سانتوس الواقعة في ولاية ساو باولو البرازيل ويعتبر أهم ميناء بحري في البرازيل.
يشتهر ميناء سانتوس بتصديره للقهوة ، حيث كان سبب افتتاح هذا الميناء هو استيراد القهوة من بلدان مختلفة من حول العالم